# Bruno Rojouan
Bruno Rojouan, né le 6 mars 1957, est un enseignant et homme politique français. Il est sénateur de l'Allier, rattaché Les Républicains, depuis octobre 2020.

## Biographie
Instituteur, il est en 1983, à 26 ans, élu conseiller municipal de Villefranche-d'Allier, commune rurale du sud-ouest du département de l'Allier, et est élu maire par le conseil municipal en 1992 à la suite du retrait de Pierre Lacouque. Il est réélu maire jusqu'à son retrait en 2020. 
En 2000, il devient président de la Communauté de communes de la Région de Montmarault puis en 2017, après la fusion avec la communauté de communes de Commentry - Néris-les-Bains, il est président de la nouvelle entité, Commentry Montmarault Néris Communauté. De 2001 à 2020, il préside l'association des maires de l'Allier. 
Il est élu au conseil général de l'Allier en 1991 lors de l'élection partielle pour le canton de Montmarault et le reste jusqu'en 2015 où il ne se représente pas à la suite du redécoupage des cantons dans le département. Au conseil départemental, il occupe successivement différentes vice-présidences :  affaires européennes, communication et culture puis aménagement du territoire. Il y préside également le groupe de l'Union des républicains bourbonnais (URB).
En 2014, il quitte son poste de directeur d'école.
Il est élu sénateur de l'Allier au premier tour des élections sénatoriales le 27 septembre 2020, obtenant 607 voix sur les 965 votants. 